# Daniel Arzola
Daniel Arzola em 2013
Daniel Alexander Arzola (Maracay, Venezuela, 6 de maio de 1989) é um escritor, artista visual, designer gráfico e defensor dos direitos humanos venezuelano. Ele é mais conhecido por ser o criador de No Soy Tu Chiste (em português, “Eu não sou sua piada”), uma série de cinquenta cartazes que se tornou a primeira campanha LGBT venezuelana a se tornar viral globalmente em 2013. Ele se refere ao uso da arte para o ativismo como “artivismo”.

## Vida pessoal
Arzola nasceu em Maracay, Venezuela, em 6 de maio de 1989. Arzola é gay e não binário e usa os pronomes ele/dele, ela/dela e eles/deles em inglês.
Arzola estudou design gráfico no Instituto de Tecnologia da Universidade Pascal e na escola de teatro de Maracay.
Foi diagnosticado com síndrome de Asperger aos 18 anos e tem sido aberto sobre sua condição em sua arte.
Arzola atualmente trabalha no departamento de Marketing e Comunicação da Boynton Health na Universidade de Minnesota, nos Estados Unidos. Leciona sobre Artivismo em universidades nos Estados Unidos, Chile, Argentina e em todo o mundo. Devido ao assédio e às ameaças de morte após sua arte receber atenção global, ele foi forçado a fugir da Venezuela e viver no exterior.

## Efebos
Entre 2011 e 2012, Arzola expôs Efebos, uma obra multimídia que tentava reimaginar a imagem masculina por meio de trinta retratos de homens entre dezesseis e vinte e dois anos. Efebos foi exibida em vários espaços artísticos diferentes na cidade de Maracay, incluindo o museu de história e antropologia, onde Arzola recebeu uma menção especial por ser a pessoa mais jovem a ter uma exposição individual nesse espaço. Efebos é uma exposição que mistura fotografia com poesia, ambas feitas por Arzola.

## No Soy Tu Chiste
Arzola criou No Soy Tu Chiste (em português, “Eu não sou sua piada”) em 2013 como uma campanha online baseada em suas próprias ilustrações de figuras e personagens LGBT conhecidos, acompanhadas de mensagens empoderadoras. A campanha abordava questões de abuso, zombaria e violência contra pessoas por suas diferenças, especificamente por motivos de gênero ou orientação sexual, pedindo aceitação e o fim da homofobia. No Soy Tu Chiste se tornou viral em todo o mundo e traduzido do espanhol para vinte idiomas diferentes.
Em 31 de janeiro de 2014, Arzola recebeu um prêmio honorário da embaixada canadense na Venezuela por seu trabalho artístico em apoio aos direitos humanos. Em março de 2014, No Soy Tu Chiste fez uma parceria com o It Gets Better Project para criar sete novos pôsteres em apoio aos jovens LGBT em todo o mundo, em vinte idiomas.
Cinco peças do projeto de Arzola foram selecionadas por Katy Perry para fazer parte da iniciativa Art for Freedom, de Madonna.
Apesar do reconhecimento internacional que esse projeto lhe trouxe, Arzola enfrentou reações adversas e assédio consideráveis na Venezuela e foi forçado a fugir para os Países Baixos.

## Artivismo
Além do impacto global da série No Soy Tu Chiste, o trabalho de Arzola tem sido um símbolo de causas sociais na Colômbia e na Argentina. Depois que o assédio homofóbico por parte de professores levou ao suicídio do estudante colombiano Sergio Urrego em 2014, Arzola voltou a se manifestar contra a homofobia. Ele prestou homenagem a Sergio Urrego ilustrando um retrato dele ao lado da frase: “Ignorar o abuso nos torna violentos”. Dias antes de seu suicídio, Urrego havia compartilhado um pôster de No Soy Tu Chiste em seu perfil no Facebook, que trazia a frase: “Minha sexualidade não é um pecado, é meu próprio paraíso”. Ambas as obras se tornaram símbolos da luta contra a homofobia na Colômbia.
Na Argentina, em julho de 2016, foi apresentado um projeto de lei para renomear uma estação de metrô recém-inaugurada em Buenos Aires em homenagem ao renomado ativista LGBT Carlos Jáuregui. Para apoiar a causa, Arzola ilustrou um retrato de Jáuregui para promover a campanha. A iniciativa ganhou muita atenção do público na Argentina e de várias figuras públicas, incluindo o ganhador do Prêmio Nobel da Paz Adolfo Pérez Esquivel. Em 20 de março de 2017, Arzola exibiu um mural de quatorze metros na recém-batizada estação Carlos Jáuregui, incluindo um retrato da bandeira do orgulho nas escadas da estação e seis ilustrações nas varandas. Esta foi a primeira exposição permanente de Arzola.

## Prêmios e indicações
- Pessoa mais jovem a expor nas instalações do museu. Museu de História e Antropologia de Maracay — 2012[6]
- Menção honrosa do Prêmio Direitos Humanos da Embaixada do Canadá —2013.[3]
- Seleção oficial do Art For Freedom da Madonna — 2013–2014.[3]
- Sete jovens venezuelanos talentosos. Revista Tendencia, 2014.
- Vencedor do concurso Super Youth do Fundo de População das Nações Unidas, 2014.
- Representante da América Latina no Amsterdam Pride Event. Radio Netherlands Worldwide, 2014.
- Vencedor do concurso de redação curta da Embaixada dos Estados Unidos na Venezuela, 2014.
- Prêmio de ativismo LGBT, Affirmative Union 2015.
- Vencedor do Prêmio de Direitos Humanos no Festival Internacional de Cinema Queer e Migrante em Amsterdã 2016.
- Vencedor do Logo Trailblazers Honors da Logo (canal de televisão)